# Siriri
Siriri est une municipalité brésilienne située dans l'État du Sergipe.